# Hellenic Mediterranean Lines
Pour les articles homonymes, voir HML.

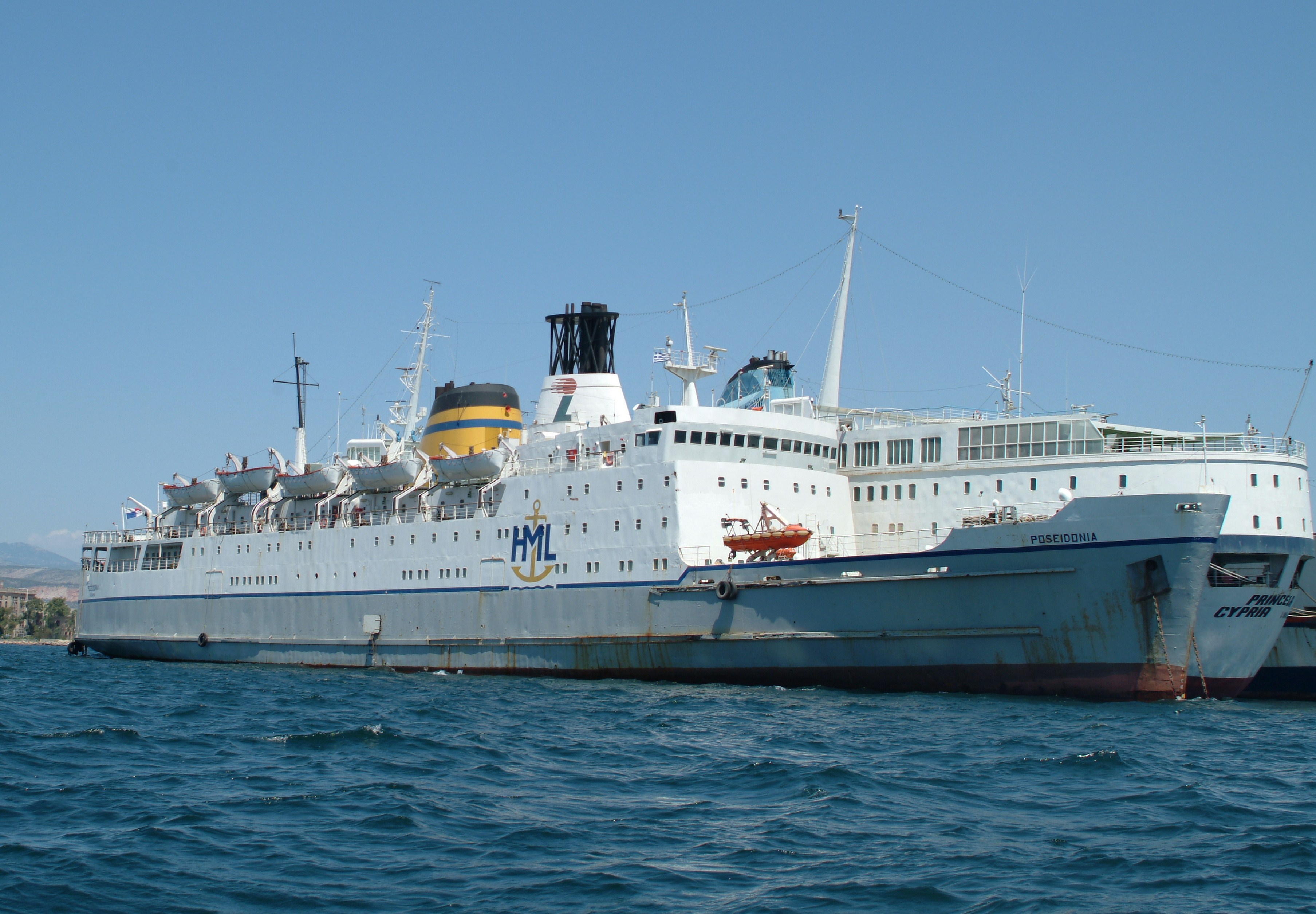
Le Poseidonia de la compagnie Hellenic Mediterranean Lines en 2004.

Hellenic Mediterranean Lines (HML) est une compagnie de navigation maritime grecque, créée en 1939.

## Histoire
HML est issue de la séparation en 1939 de l'exploitation des lignes intérieures et internationales de la compagnie maritime grecque AKTEL (The Steam Ship Company of Greece S.A. - Ακτοπλοια της Έλλαδος Α.Ε.). La nouvelle compagnie se concentre sur le service international. À partir de la fin des années 1930, les bateaux de HML sont en service sur la route reliant la France au Proche-Orient (Marseille - Le Pirée - Alexandrie - Beyrouth).
Dans les années 1960 et 1970, HML participe à l'essor du tourisme en Grèce et est l'un des principaux opérateurs de lignes de passagers et de ferry entre la Grèce et l'Italie. Lancé en 1960, le ferry Egnatia assure le service sur la route Patras - Igoumenitsa - Brindisi, en association avec le ferry Appia de la compagnie maritime italienne Adriatica di Navigazione de Venise.
Nikos Kavvadias (1911-1975), écrivain grec, était officier radio de la HML lorsqu'il rédigea le roman "Le Quart" à bord du paquebot Cyrenia puis du cargo mixte Corinthia en 1951-1952

## Flotte

### Bateaux hors-service
- Aeolia
- Apollonia
- Apollonia II
- Aquarius
- Castalia
- Corinthia (1)
- Corinthia (2)
- Cynthia
- Cynthia I
- Cyrenia
- Egitto Express
- Egnatia
- Egnatia II
- Egnatia III
- Ionia
- Isthmia
- Lydia (1)
- Lydia (2)
- Massalia
- Media
- Media II
- Neptunia (1)
- Neptunia (2)
- Neptunia (3)
- Poseidonia (1)
- Poseidonia (2)